# Rue de l'Église (Montreuil)
Pour les articles homonymes, voir Rue de l'Église.
La rue de l'Église est un des axes du centre historique de Montreuil en Seine-Saint-Denis.

## Situation et accès

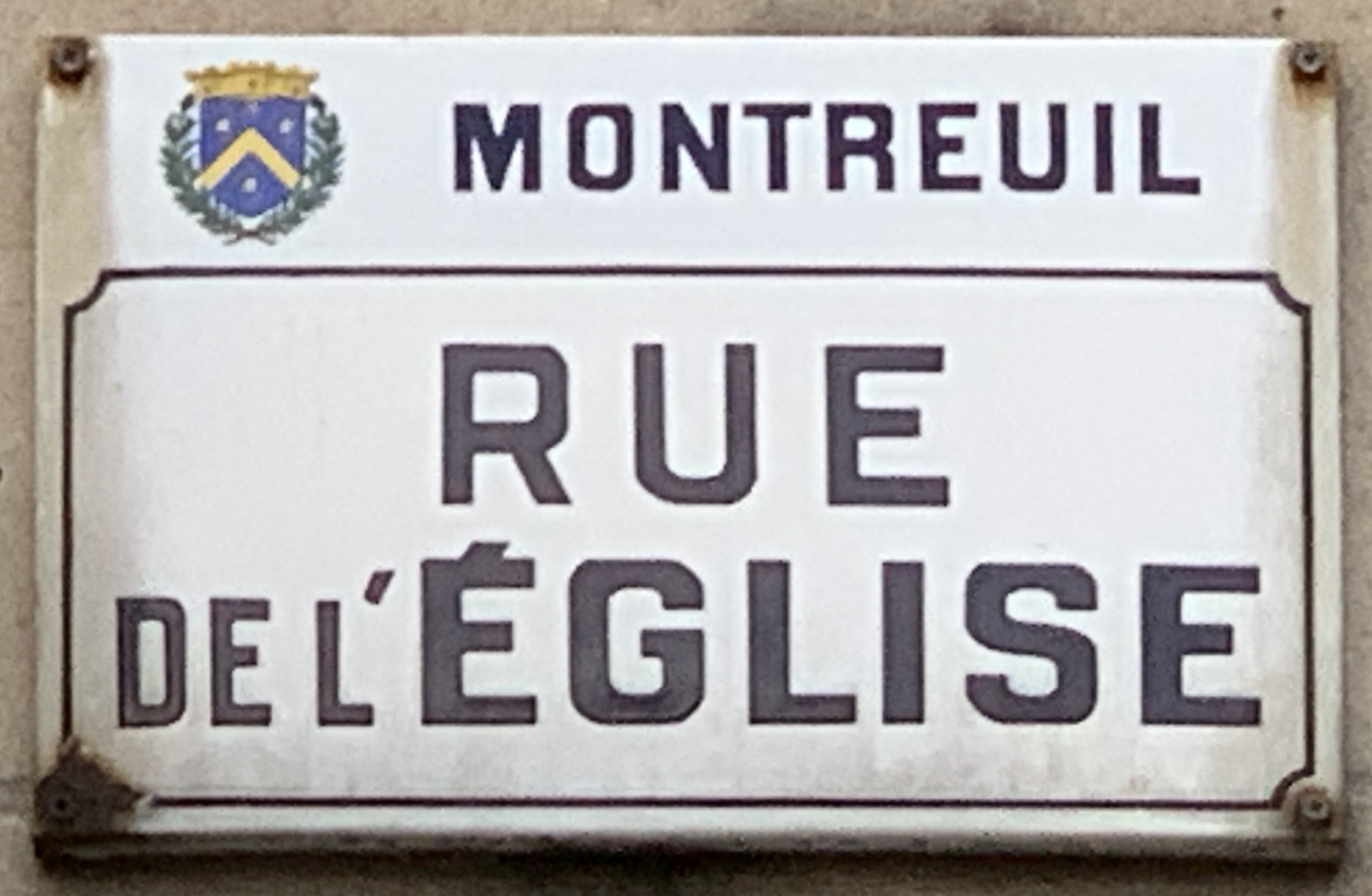
Plaque de la rue de l'Église.

Orientée d'ouest en est, elle part du boulevard Paul-Vaillant-Couturier, dans l'alignement de la rue Alexis-Lepère (anciennement rue Cuve-Dufour), forme le point de départ de la rue de la Convention, et se termine au carrefour de la rue Franklin et du boulevard Henri-Barbusse (anciennement boulevard d'Alsace-Lorraine).

## Origine du nom
Cette rue tient son nom de l'église Saint-Pierre-Saint-Paul.

## Historique

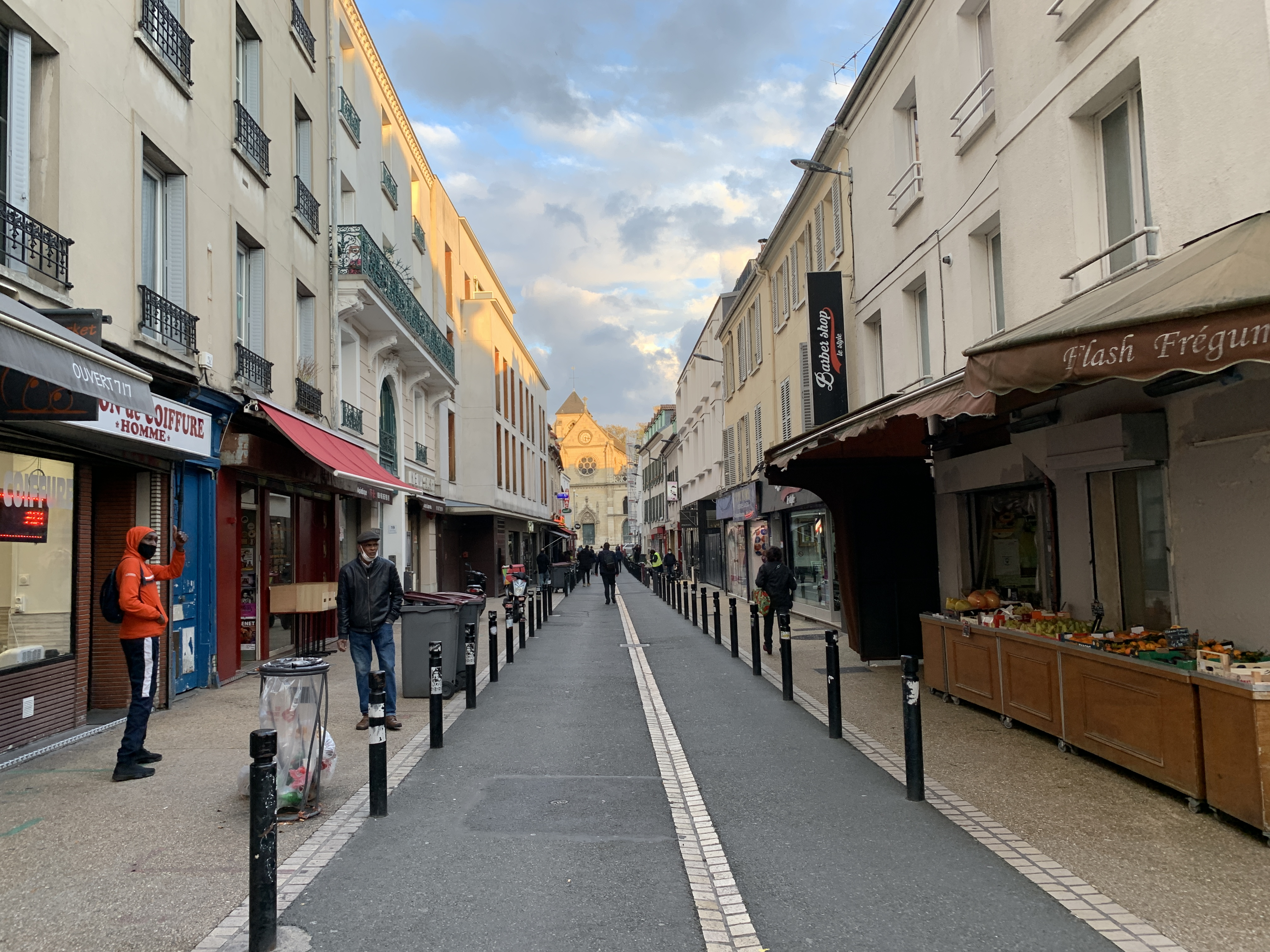
La rue en octobre 2020.

Des fouilles archéologiques ont permis de mettre au jour des excavations datant du Haut Moyen-Âge aux XIIIe – XIVe siècles, période de la construction de l'église.
Un mur à pêches témoigne de la présence d'un clos fruitier. Des tessons dont certains datant de la période gallo-romaine y ont été découverts.

## Bâtiments remarquables et lieux de mémoire
- Église Saint-Pierre-et-Saint-Paul de Montreuil, dont les fondations datent du VIIIe siècle.
- Au no 9 s'installa le 21 juin 1884, le meurtrier en série Albert Pel dit « l'horloger de Montreuil ». C'est à cette adresse qu'il commit son dernier forfait, dépeçant son épouse Élise Boehmer dont il incinéra le corps dans un fourneau[4],[5].